# 필 라몬
필 라몬(Phil Ramone, 1934년 1월 5일 ~ 2013년 3월 30일)은 남아프리카 공화국 태생의 미국인 녹음 엔지니어, 음반 제작자, 바이올리니스트, 작곡가였으며, 1958년 잭 아놀드와 함께 유명한 음악가들의 물웅덩이, 짐과 앤디가 있는 위층 뉴욕 웨스트 48번가에 있는 녹음 스튜디오인 A & R 레코딩을 공동 설립했다. 원래의 A & R 레코딩이 성공을 거두어 여러 스튜디오와 음반 제작 회사로 확장되었다. 그는 《빌보드》에서 "레젠더리"로 묘사되었고, BBC는 "CD 선구자"로 묘사되었다. 1987년도에 버클리 음악 대학에서 명예 박사 학위를 수여받았다.